# 黄猄蚁
黃猄蟻（學名：Oecophylla smaragdina），俗稱黃絲蟻，又名黃柑蟻、紅/绿樹蟻、織巢蟻，是編織蟻屬下的一個種，發現於亞洲和澳大利亞。身長絲一公分，其顏色可以是紅色的也可以是綠色的。在泰國和印度尼西亞，其幼蟲和繭被用來當做鳥食、魚餌，而且是某些傳統藥物的成分。

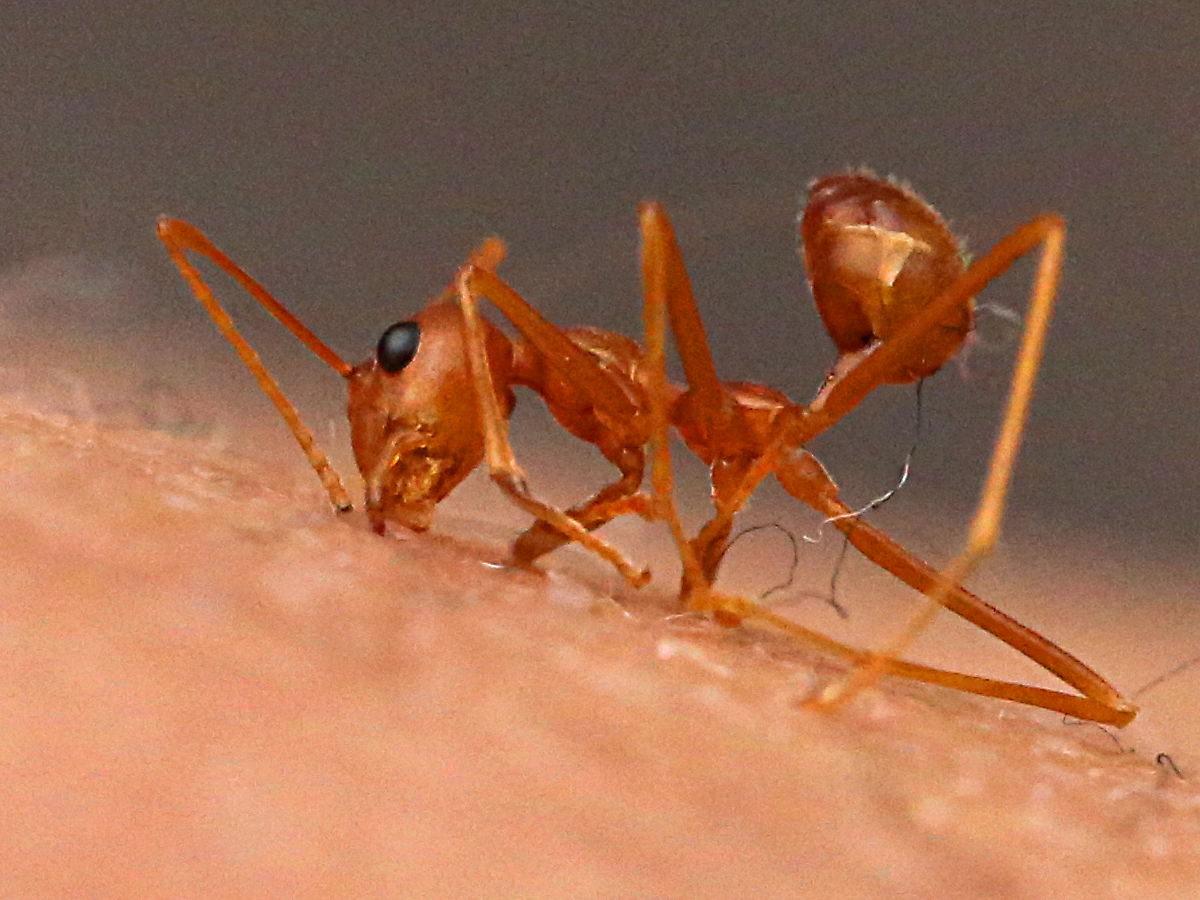
该物种存在攻击性，拍攝于柬埔寨的吴哥窟。

## 特徵
黃猄蟻生性兇猛，擅長捕食各種昆蟲，因所筑之巢穴大多在樹上，不過擬蛾大灰蝶的幼蟲皮膚極厚如同身披鎧甲，且足部成履帶狀，可使其牢牢吸在樹葉上，防止黃猄蟻把牠們掀翻。因此擬蛾大灰蝶幼蟲一般會直接進入黃猄蟻的蟻窩，大肆吞食它們的卵、幼蟲以及蛹。擬蛾大灰蝶幼蟲羽化時，其翅和身躯覆盖着高粘性的鳞片，可黏住咬牠的黃猄蟻的嘴。這樣牠就可以安全走出黃猄蟻巢。

## 生物防治
黄猄蚁是人类生物防治的最早记录。
在晋朝，由于害虫不断的对庄稼进行破坏，农民们对此十分烦恼。后来他们发现了一种体型大，身体赤黄色的蚂蚁——黄猄蚁，该蚂蚁不仅可以去除害虫，还不会伤害庄稼，因此古人们就使用了黄猄蚁进行生物防治，首次使用黄猄蚁进行生物防治的地点是柑橘园。
见识到黄猄蚁的好处后，古人便在大街上摆卖黄猄蚁，他们用树叶包裹着黄猄蚁，将树叶放在地摊上用以出售。

## 亚种或
- Oecophylla smaragdina fuscoides Karavaiev, 1933
- Oecophylla smaragdina gracilior Forel, 1911
- Oecophylla smaragdina gracillima Emery, 1893
- 黄猄蚁西里伯斯亚种 Oecophylla smaragdina selebensis Emery, 1893
- 黄猄蚁微亮亚种 Oecophylla smaragdina subnitida Emery, 1892

## 註解
1. ↑  「猄」，拼音：，注音：，音同「京」